# Ebba Lodden
Ebba Lodden (* 9. November 1913 in Tønsberg; † 14. Januar 1997 ebenda) war eine norwegische Politikerin der Arbeiderpartiet (Ap). Von 1974 bis 1984 war sie Fylkesmann von Aust-Agder. Sie war die erste Frau, die das Amt eines Fylkesmanns einnahm.

## Leben
Lodden kam als Tochter von Edvard Anton Sjuve (1884–1958/59) und Asta Johanne Hansen (1888–1974) in Tønsberg zur Welt. Im Alter von 16 Jahren wurde sie Mitglied einer Jugendorganisation der Arbeiterbewegung in ihrer Heimat Tønsberg. Sie arbeitete einige Jahre als Haushaltshilfe bei Claudia Olsen, einer Politikerin der konservativen Partei Høyre. Nachdem sie einen kürzeren Zeitraum als Fabrikarbeiterin gearbeitet hatte, begann sie eine Büroarbeit beim Norsk Sjømannsforbund in Vestfold. Lodden schloss schließlich die Handelsschule ab und betrieb von 1942 bis 1957 ein Geschäft in Tønsberg. Ihr Mann, den sie 1936 heiratete, arbeitete ab 1945 in der Stadt Arendal, weshalb Ebba Lodden ebenfalls in Arendal tätig wurde und sich dort in der Lokalpolitik engagierte.
In der Zeit von 1948 bis 1963 war Ebba Lodden Mitglied im Stadtrat von Arendal. Dabei war sie zwischen 1954 und 1960 die stellvertretende Bürgermeisterin der Kommune. Von 1960 bis 1977 war sie Vorsitzende des Verbraucherrates Forbrukerrådet. Ab 1963 war sie in der Kommune Tønsberg angestellt, von 1967 bis 1974 arbeitete sie als deren Sozialchefin. In der Zeit von 1972 bis 1974 war sie zudem Abgeordnete im Tønsberger Kommunalparlament.
Im Jahr 1974 wurde Lodden zum Fylkesmann des Fylkes Aust-Agder ernannt. Sie wurde damit die erste Frau, die diesen Posten innehatte. Als solche wurde sie auch als „Fylkeskvinne“ (deutsch „Fylkesfrau“) bezeichnet, der offizielle Titel blieb jedoch auch für Frauen Fylkesmann. Lodden blieb bis 1984 im Amt und zog anschließend nach Tønsberg im Fylke Vestfold zurück.

## Auszeichnungen
- 1977: Sankt-Olav-Orden (Kommandeur)